# Джонс, Брайан
Лью́ис Бра́йан Хо́пкин Джонс (англ. Lewis Brian Hopkin Jones; 28 февраля 1942, Челтнем, Глостершир, Англия — 3 июля 1969, Хартфилд, Восточный Суссекс, Англия) — основатель, гитарист, мультиинструменталист и бэк-вокалист британской рок-группы The Rolling Stones.
Брайан Джонс стал знаменитым благодаря своему музыкальному таланту направлять мелодию в необычном направлении, яркому образу модника и пристрастию к наркотикам. Его смерть в 27 лет сделала его одним из первых музыкантов, составивших так называемый «Клуб 27».

## Биография

### Ранние годы
Родился в городе Челтнем, графство Глостершир в годы Второй мировой войны, и на протяжении всей жизни страдал астмой. Его родители, Льюис Блон и Луиза Беатрис Джонс, были выходцами из Уэльса и принадлежали к горожанам среднего класса. В семье помимо Брайана было две дочери: Памела (3 октября 1943 — 14 октября 1945), которая умерла от лейкемии, и Барбара, родившаяся в 1946 году.
Родители Джонса были глубоко увлечены музыкой, и это оказало большое влияние на юного Брайана. Работая инженером, отец Джонса умел играть на фортепиано и органе, а также пел в местном церковном хоре. Его жена была учителем музыки и с ранних лет начала учить сына игре на фортепиано. Позже он взял в руки кларнет и в 14 лет играл партию первого кларнета в школьном оркестре.
В 1957 году Джонс впервые услышал записи джазового музыканта Чарли Паркера, это пробудило его интерес к джазу, и он убедил родителей купить ему саксофон. Брайан учился играть на множестве инструментов, он их успешно осваивал, но рано или поздно ему это надоедало, и он искал что-то новое. Два года спустя, на семнадцатый день рождения, родители подарили ему его первую гитару.
В школе Джонс был известен как прилежный ученик и получал высокие отметки во всех школах, где ему доводилось учиться. Кроме того, он увлекался бадминтоном и прыжками в воду, но не добился большого успеха в спорте. Позже он обнаружил, что обучение в школах строится на муштре и формальностях, и воспротивился этому: избегал носить школьную форму, отказался надеть академическую шапочку и своим поведением выводил из себя учителей. Всё это сделало Брайана популярным среди учащихся и заставило недоброжелателей из школьного руководства искать поводы для обуздания нерадивого ученика.
Дик Хэттрэл, школьный приятель Джонса, сказал о гитаристе:
Он был прирождённым бунтарём, но во время экзаменов он блистал.
В 1957 году Джонс успешно сдал экзамены.
Такой образ жизни подошёл к концу весной 1959 года, когда от семнадцатилетнего Джонса забеременела его шестнадцатилетняя подружка Валери, позже вышедшая замуж за одного из друзей музыканта, Грэхэма Райда, автора книги Foundation Stone, которая описывает годы, сформировавшие музыкальные пристрастия Джонса. Девушка была на четыре месяца моложе Джонса, уговаривавшего её сделать аборт. Однако вместо этого она прервала с ним все контакты и родила сына, названного Саймоном, усыновленного позже бездетной семьёй. Саймон так никогда не увидел своего отца. Брайан с позором был выгнан из школы и дома и летом того же года отправился в путешествие по Северной Европе, в том числе по странам Скандинавии. Позже он вспоминал о том, как беззаботно проводил это время, ни к чему не привязываясь и зарабатывая деньги на улице игрой на гитаре.
Рассказы друзей Джонса о его впечатлениях о поездке противоречивы и не дают возможности достоверно описать его путешествие. Некоторые друзья и знакомые говорят о том, что Джонс жил за пределами Британии у родственников. Сам музыкант говорил о том, что после того, как он покинул страну, он жил без денег, друзей, дома и семьи.
После возвращения музыкальные вкусы Джонса изменились. Воспитанный на классической музыке, музыкант проявлял интерес к блюзу (в особенности к таким исполнителям как Мадди Уотерс и Роберт Джонсон), позже увлёкся кантри, джазом и рок-н-роллом. Он продолжил жить беспечной жизнью, начав играть в местных блюзовых и джазовых клубах и тратя все заработанные на случайных работах деньги на новые инструменты. Со временем на работе он начал таскать небольшие суммы на сигареты, что неоднократно служило причиной для увольнения.
Несмотря на горький опыт прошлых лет, Джонс не пытался изменить свою жизнь. Его второй незаконнорожденный ребёнок, названный Джулиан Марк Эндрюс (англ. Julian Mark Andrews), родился от Пэт Эндрюс (Pat Andrews) в октябре 1961 года. В день рождения сына Джонс продал свою коллекцию пластинок и на вырученные деньги купил цветы для Пэт и одежду новорожденному. Ещё некоторое время спустя они жили вместе.

### Создание The Rolling Stones
В конечном итоге Джонс окончательно покинул родной город и отправился в Лондон, где познакомился с такими музыкантами, как Алексис Корнер, Пол Джонс (будущий солист группы Manfred Mann), Джек Брюс (будущий басист Cream), и другими представителями лондонской ритм-энд-блюзовой тусовки, которую впоследствии и возглавили The Rolling Stones. Он становился профессиональным блюзменом, некоторое время шутя именовал себя «Elmo Lewis», а Билл Уайман утверждал, что Джонс был первым британским слайд-гитаристом.
Весной 1962 года Джонс пригласил Иэна Стюарта и вокалиста Мика Джаггера в свою группу. Последний впервые услышал игру Джонса, будучи со своим другом детства Китом Ричардсом в клубе The Ealing Club, где Джонс выступал с командой Алексиса Корнера и вокалистом Полом Джонсом. По своей инициативе Джаггер брал Ричардса на репетиции, в результате чего Кит вошёл в состав команды. Джонс и Стюарт приняли увлечённость Ричардса песнями Чака Берри, которые он хотел совместить с манерой игры далеких от блюзовых традиций Джоффа Брэдфорда и Брайана Найта, причём последний не переносил Берри. По словам Ричардса, именно Джонсу пришло в голову название The Rollin' Stones (позже с 'g'), по названию одной из песен Мадди Уотерса.
Первое выступление новой команды состоялось 12 июля 1962 года в лондонском клубе Marquee в следующем составе: Джаггер, Ричардс, Джонс, Стюарт, в качестве бас-гитариста выступил Дик Тэйлор (впоследствии участник The Pretty Things) и ударник Тони Чэпмэн.
На протяжении 1962—1963 годов Джонс, Джаггер и Ричардс провели большую часть времени в доме (позже Ричардс отзывался о нём как о «красивенькой свалке») в лондонском районе Челси по адресу 102 Edith Grove вместе с будущим фотографом James Phelge. Большую часть времени Джонс и Ричардс проводили за игрой на гитарах и прослушиванием блюзовых записей (в основном Джимми Рида, Мадди Уотерса и Хаулина Вульфа, также Джонс давал уроки игры на губной гармошке для Джаггера.
Четвёрка музыкантов продолжала искать постоянных басиста и ударника, и после нескольких прослушиваний они пригласили на бас Билла Уаймана (во многом потому, что у него были два больших усилителя VOX AC30 и сигареты). Отыграв на ударных с Миком Эйвори (позднее участник Kinks), Тони Чепменом и Carlo Little, музыканты остановили свой выбор на увлечённом джазом Чарли Уоттсе, известном среди лондонской тусовки как один из лучших ударников и сотрудничавшем с группой Alexis Korner’s Blues Incorporated.
Уоттс позже описывал это время: «Брайан был чрезвычайно увлечён музыкой в начале. Кит и я смотрели на него как на придурка: для него это было как миссия — выйти на сцену клуба за половину гонорара, чтобы быть объявленным как блюз-бэнд».
Группа играла концерты в небольших блюзовых и джазовых клубах в предместьях Лондона, постепенно обретая поклонников, что не могло понравиться традиционным джазовым музыкантам, опасавшимся растущей популярности The Rolling Stones. В то время как Джаггер был солистом, Джонс был реальным лидером группы: он организовывал промоушн, устраивал концерты и договаривался с хозяевами помещений, а кроме того пел и играл на нескольких музыкальных инструментах (ритм-гитара, слайд-гитара, гармоника).
В выступлениях этого периода (в особенности в клубе Crawdaddy в Ричмонде) Джонс показал себя более раскованным и привлекательным исполнителем, чем Мик Джаггер. На первых порах Джаггер просто исполнял песни стоя, в основном по необходимости в связи с теснотой помещений.
Будучи менеджером группы, Джонс брал из полученного дохода на пять фунтов больше, чем остальные участники, что всегда вызывало недовольство остальных музыкантов.

### Слава и успех
Слава The Rolling Stones росла, и в апреле 1963 года на них обратил внимание Эндрю Олдэм, который позже встретился с ними и Эриком Истманом (англ. Eric Eastman), работавшим соменеджером. Олдэм, немного поработавший публицистом The Beatles, был поклонником романа Энтони Бёрджесса «Заводной апельсин» и фильма «Expresso Bongo», описывающих образы безбашенных и временами жестоких банд. Вдохновлённый этими произведениями, он попытался создать блюзовую, грубоватую альтернативу более доброжелательным The Beatles. Именно ему приписывается авторство фразы «Вы бы позволили своей дочери выйти замуж за музыканта из The Rolling Stones?».
Участник коллектива клавишник Иэн Стюарт (Ian Stewart) был выведен из состава по двум причинам: Олдэм видел противоречие между имиджем группы и образом Стюарта, представлявшим собой что-то вроде здорового шотландца, к тому же новый менеджер посчитал, что такое количество музыкантов не позволит группе стать приметной. Тем не менее Иэн Стюарт оставался в команде в качестве дорожного менеджера и основного клавишника вплоть до своей смерти в 1985 году.
Приход Олдэма также ознаменовал начало постепенного отчуждения Брайана от группы и снижения его значимости, вызванной усилиями Олдэма перенести лидерство с Джонса на Джаггера и Ричардса.
На протяжении этого времени авторство многих композиции в репертуаре группы приписывалось Nanker Phelge — что означало, что она является плодом совместных усилий Джаггера-Джонса-Ричардса-Уоттса-Уаймана.
Олдэм, как и музыканты, понимал финансовую выгоду написания собственных песен (как это делали Джон Леннон и Пол Маккартни, к тому же было ясно, что кавер-версии чужих песен не позволят группе находиться долго в центре внимания. Кроме того, на концертах Олдэм пытался сфокусировать внимание публики на натуре Джаггера. Джонс видел, как меняется политика группы: из репертуара уходили поддерживаемые им блюзовые каверы, уступая совместным творениям Джаггера-Ричардса. Тем самым контроль Олдэма стал менять роли музыкантов.
23 июля 1964 года Джонс стал отцом в третий раз, и опять вне брака: матерью стала его очередная подружка Линда Лоуренс (Linda Lawrence). Джонс назвал сына Джулиан Брайан Лоуренс (англ. Julian Brian Lawrence). (Позже к имени могло добавиться ещё и Leitch, после того как Линда Лоуренс вышла замуж за певца Донована (англ. Donovan) 2 октября 1970 года.). По словам Джонса, он называл обоих сыновей Джулианами в честь джазового саксофониста Джулиана Эддерли (англ. Julian "Cannonball" Adderley).
На протяжении всей своей карьеры Брайан Джонс, основываясь на своем умении игры на фортепиано и кларнете, показывал выдающиеся музыкальные способности, легко играя на множестве других инструментов. Когда позже у The Rolling Stones появилась финансовая возможность записываться на профессиональных, хорошо оборудованных студиях грамзаписи (таких как Olympic Studio, RCA и Sunset Sound Recorders в Лос-Анджелесе), музыкант, находясь под влиянием альбома 1965 года «Pet Sounds» группы The Beach Boys и экспериментами The Beatles в области индийской музыки (в основном игрой Джорджа Харрисона на ситаре и тамбурине), попытался внести в музыку новые духовые и струнные инструменты, играя с более повышенным темпом.
В группе Брайан Джонс играл на струнных (гитара, ситар), клавишных (орган, меллотрон), духовых (флейта, губная гармоника) и некоторых других инструментах, таких как тамбурин, ксилофон и маримба. Несмотря на умение музыканта играть на кларнете, фортепиано и медных инструментах, в архиве The Rolling Stones нет таких записей.
Основная гитара музыканта в ранние годы — Gretsch Double Anniversary, но больше известна его Vox Phantom Mark III. Позже Джонс использовал различные модели Gibson (Firebird, ES-330, Les Paul), а также 12-струнную Rickenbacker, прославленную Джорджем Харрисоном.
Игра Брайана внесла значительный вклад в звучание The Rolling Stones в шестидесятых. Его партии на слайд-гитаре можно услышать в «I Wanna Be Your Man», «Little Red Rooster», «No Expectations»; тамбурине — в «Street Fighting Man», маримбе — в «Under My Thumb», флейте — в «Ruby Tuesday», дульцимере — в «Lady Jane» и «I Am Waiting», меллотроне — в «2000 Light Years from Home» и «We Love You», губной гармошке — в «You Got the Silver». Вообще, основные партии губной гармошки в записях The Rolling Stones в 60-х сделаны Брайаном Джонсом.
На ранних этапах творчества группы (особенно в 1962—1964 гг.) он также зачастую выступал как бэк-вокалист: например, в песнях «I Wanna Be Your Man» и «Walking The Dog». Грубоватый вокал Джонса можно также услышать в песнях «Come On», «Bye Bye Johnny», «Money» и «Empty Heart» (последняя — параллельно вокалам Джаггера и Ричардса).
Брайан Джонс и Кит Ричардс смогли достичь особой манеры игры, «гитарного переплетения», что впоследствии стало фирменным звуком The Rolling Stones. Он заключается в том, что оба гитариста одновременно играли или ритм-партии, или соло, не делая различия между этими двумя стилями игры. Этот стиль игры также известен как «чикагский», и его можно услышать в альбомах Джимми Рида, Мадди Уоттерса и Howlin’ Wolf.
Кит Ричардс вспоминал впоследствии о том, что их с Джонсом «гитарное переплетение» возникло в результате прослушивания альбомов Джимми Рида:
Мы слушали записи и пытались воспроизвести их, пытаясь заставить звучать две гитары, как будто бы их четыре или пять.
Брайан Джонс и Кит Ричардс взяли лучшее из прослушанных ими альбомов чикагского блюза пятидесятых и развили его. Лучшие примеры можно услышать в первом альбоме команды The Rolling Stones и альбоме 1965 года Out of Our Heads. Мультиинструментальный музыкальный талант Брайана Джонса раскрылся начиная с альбома 1966 года Aftermath, и проявился на последовавших Between the Buttons и Their Satanic Majesties Request. В альбомах 1968 года Beggars Banquet и 1969-го Let it Bleed партий Джонса значительно меньше, и Кит Ричардс демонстрирует навыки «гитарного переплетения» соло с приглашенными музыкантами Раем Кудером (Ry Cooder) и Дейвом Мейсоном (Dave Mason).
В ноябре 1968 года Брайан Джонс приобрел ферму Котчфорд (англ. Cotchford Farm) в Восточном Суссексе, в которой раньше жил создатель Винни-Пуха Алан Милн.

### Разрыв с The Rolling Stones
Тяжесть гастрольных туров, деньги, слава, отчуждение в группе — всё это тяжело давило на Брайана Джонса и в итоге привело к тому, что он стал больше обращаться к наркотикам и алкоголю в поисках облегчения. Известно его пристрастие к ЛСД, кокаину, марихуане и частым запоям.
Такие способы снятия напряжения отрицательно сказались на здоровье Брайана Джонса. Несколько раз по различным причинам он оказывался в больницах, в то время как вся группа где-то отдыхала, и это вызывало у него приступы паранойи и ощущение покинутости.
Впервые Джонс был арестован по подозрению в злоупотреблении наркотиками 10 мая 1967 года, вскоре после инцидента в поместье Redlands в Сассексе, принадлежащем Киту Ричардсу. При обыске у него были найдены марихуана, кокаин и метамфетамин. Он признался в курении марихуаны, но категорически отрицал употребление тяжёлых наркотиков. Как и при аресте других музыкантов группы, возле здания суда во время слушания собрались толпы протестующих, требовавших освобождения Джонса. Он был освобождён, оштрафован и взят на учёт полиции.
В июне 1967 года Брайан Джонс вместе с очередной подружкой Нико посетил Монтерейский рок-фестиваль. Там он встретился с такими музыкантами, как Фрэнк Заппа и Дэннис Хоппер, а также представил на сцене The Jimi Hendrix Experience — коллектив, в то время практически неизвестный в Америке. Один из обзоров того мероприятия назвал Джонса «неофициальным королём фестиваля».
Неприятие Джаггера и Ричардса по отношению к Джонсу, который всё больше предпочитал отдыхать отдельно от группы, росло. Несмотря на кажущуюся открытость и дружелюбие музыканта, другие участники группы, в том числе Билл Уайман (англ. Bill Wyman), отмечали, что наедине Джонс проявлял всю сложность своего характера. Нередко, соглашаясь с чем-то, он мог впоследствии поменять свою точку зрения, чем выводил из себя многих.
В своей книге Stone Alone Уайман писал:
Было два Брайана... один был сосредоточенным на себе, застенчивым, чувствительным, рассудительным человеком… другой был прихорашивающимся франтом, артистичным, общительным, требующим постоянного признания… он сделал общение с собой невыносимым и заставил избегать себя.
Разногласия между Джаггером-Ричардсом и Джонсом росли, и пристрастие последнего к наркотикам и алкоголю не способствовали улучшению отношений. Его вклад в музыку группы становился всё менее весомым, и Джонс задумался о создании отдельного проекта. Кит Ричардс стал играть больше сольных партий, а если Джонсу и наскучивал какой-нибудь инструмент, он всегда находил что-нибудь новое, экзотическое, но тем не менее стал все чаще пропускать сессии. Уход Джонса из группы начал назревать в 1967 году и стал неизбежен в мае 1968, когда Джонс записал свои последние партии для группы. Кадры с музыкантом в промоленте 1968 года «We Love You» показывают его настолько уставшим, что зачастую Джонсу было тяжело держать глаза открытыми. Это похоже на воздействие «Мандракса» (quaalude), популярного в то время наркотика. Джонс постепенно прекратил отношения со многими музыкантами и за пределами тусовки The Rolling Stones: Джимом Моррисоном, Бобом Диланом, Джоном Ленноном, Джими Хендриксом, Джорджем Харрисоном и Стивом Марриотом.
В марте 1967 года подружка Джонса, Анита Палленберг, пока Джонс проходил очередное лечение, оставила его и ушла к Киту Ричардсу, ещё более осложнив отношения между музыкантами. Позже она заявила, что Джонс был «просто больной».
Впоследствии Кит Ричардс упомянул об этом происшествии:
Это был последний гвоздь в гроб наших с Брайаном отношений. Он не простил меня, и я не виню его, просто, чёрт побери, всякое бывает.
Последние сессии Джонса с группой происходили весной и летом 1968 года, когда The Rolling Stones записывали свои классические «Jumpin' Jack Flash» и альбом Beggars Banquet. Джонса можно увидеть в фильме Жана-Люка Годара «Сочувствие к дьяволу»: там он играет на гитаре, болтает, курит с Ричардсом — но не принимает основного участия в процессе записи. Фильм рассказывает о записи песни «Sympathy for the Devil», и несмотря на то, что Джонс показан играющим на акустической гитаре, его партия не вошла в финальную версию.
В это время стало очевидно, что пути группы и Брайана Джонса разошлись. Несмотря на то, что он сохранил свой мультиинструментальный музыкальный талант, в альбоме он играет всего в половине песен: акустическая слайд-гитара в «No Expectations», губная гармошка в «Dear Doctor» и «Prodigal Son», тамбурин в «Street Fighting Man», и меллотрон в «Stray Cat Blues».
Последнее появление Джонса в составе The Rolling Stones произошло в декабре 1968 года, в шоу The Rolling Stones Rock and Roll Circus. Мероприятие — полуконцерт, полуцирк — было организовано для съёмок нового фильма про музыкантов, но картина была выпущена лишь 25 лет спустя, так как Мик Джаггер был недоволен выступлением собственной группы на фоне остальных принимавших участие исполнителей: Jethro Tull, The Who и Taj Mahal. В фильме Джонс показан равнодушным к происходящему и находящимся, по всей видимости, под воздействием наркотиков или алкоголя. Во время вступительной игры пианиста Julius Katchen его речь запутана и плохо слышна, выступление с группой показало, насколько далеко он отошёл от неё. Дополнительные материалы на DVD доказывают, что все присутствовавшие на концерте понимали, что это последний концерт музыканта совместно с группой The Rolling Stones, а Пит Таунсенд из The Who открыто говорит о том, что, по его мнению, это вообще последнее музыкальное выступление Брайана Джонса.

### Творчество вне The Rolling Stones
В 1966 году Джонс вместе со своей тогдашней подружкой Анитой Палленберг спродюсировал и сыграл в немецком авангардном фильме «Mord und Totschlag» (также известный как «A Degree Of Murder»). Кроме того, музыкант записал саундтрек к этой кинокартине, пригласив к работе различных музыкантов, в том числе гитариста Джимми Пейджа. Джонс и Палленберг подняли споры вокруг фильма серией фотографий музыканта в нацистской форме, и хотя Джонс не высказывал симпатии этой экстремистской идеологии, он вызвал раздражение у многих.
В начале 1968 года Джонс сыграл партию перкуссии в неопубликованной версии песни Боба Дилана «All Along the Watchtower» в исполнении Джими Хендрикса, провел ещё несколько джемов с ним, а после с Дэвидом Мэйсоном и группой Traffic. Кроме того он исполнил партию на саксофоне в песне The Beatles «You Know My Name» (Look Up The Number), а также принял участие в записи песни «Yellow Submarine», где создавал звук разбитого стекла.
Летом 1968 года Джонс работал с марокканским ансамблем Master Musicians of Joujouka. В 1971 году был посмертно выпущен альбом Brian Jones Presents The Pipes Of Pan At Joujouka, по своему звучанию он близок к этнической музыке. В 1989 году Джаггер и Ричардс встречались с этим ансамблем и сыном лидера коллектива, с которым работал Джонс. В результате для альбома Steel Wheels британских музыкантов был записан трек «Continental Drift». Это событие запечатлено в фильме BBC «Rolling Stones in Morocco», позже выпущенной на VHS.

### Смерть
Джонс был вторично арестован 21 мая 1968 года, на этот раз ему было предъявлено обвинение в хранении марихуаны. Джонс заявил, что наркотик принадлежал предыдущим хозяевам дома, в котором его обнаружили. Тем не менее, учитывая испытательный срок после первого суда, он столкнулся с реальной угрозой длительного тюремного заключения. Билл Уайман позже комментировал это так: «Арест был хорошо спланирован. Брайан и группа были выбраны целями в попытке властей оттолкнуть людей от употребления наркотиков». Присяжные сочли Джонса виновным, но судья был настроен благосклонно. Вместо наказания и порицания судья сказал: «Ради всего святого, не возвращайся к этому, иначе это может стать реальной проблемой». Доводы обвинения были слабы и основывались только на показаниях полицейских, которые позже были уличены в коррупции (некоторые из них также принимали участие в делах против участников The Beatles Джона Леннона и Джорджа Харрисона)
Проблемы Джонса с правосудием, его отчуждение от коллектива, злоупотребление алкоголем и наркотиками, периодичность творчества и перемены настроения в скором времени стали отягощать группу. The Rolling Stones планировали на 1969 год первый за три года тур по Соединённым Штатам, но второй арест Брайана сделал проблематичным его выезд в эту страну.
Музыка The Rolling Stones была основана на игре двух гитар, вторящих друг другу. Страсть Джонса к экзотическим музыкальным инструментам служила дополнением к игре Кита Ричардса. Джонс редко появлялся в студии, а если и приходил, то не оставлял после себя достойного музыкального материала, или его гитару просто отключали, оставляя гитарные партии только за Ричардсом. Согласно словам Гари Хермана, Джонс был «практически неспособен к музицированию; когда он попробовал сыграть на губной гармошке, то не смог правильно устроить её во рту».
Такое отношение Джонса к работе впервые проявилось при создании Beggar’s Banquet, а ко времени работы над Let It Bleed оно стало постоянным. Во время записи «You Can’t Always Get What You Want», Джонс робко поинтересовался у воодушевленного процессом Джаггера: «Что я могу сыграть?», на что Мик ответил «Ты — член группы, ты можешь играть что хочешь», но как только Джонс начинал наигрывать ту или иную партию, это отвергалось как неподходящее для записи. С этого момента Джонс стал редко появляться в студии. В мае он ещё работал над партией губной гармошки в песне «You Got the Silver». Также Джонс отмечен как перкуссионист при записи «Midnight Rambler», но его инструмент плохо слышно в вышедшей версии альбома. Мик Джаггер поставил в известность Джонса о том что он будет автоматически исключен из группы в случае, если его не задействуют в фотосессии к выпуску компиляции Through The Past, Darkly (Big Hits Vol. 2). Несмотря на измученный и больной вид, музыкант тем не менее принял участие в съёмке.
The Rolling Stones решили, что следующий за альбомом Let it Bleed (его выпуск был запланирован на июль 1969 года) релиз они объявят во время своего североамериканского тура, который должен был начаться в ноябре. Однако руководство группы получило официальный отказ в выдаче разрешения на въезд для Джонса. Вместе с дорожным менеджером и клавишником группы Иэном Стюартом (Ian Stewart) the Rolling Stones приняли решение, что лучшим выходом будет найти нового гитариста. 8 июня 1969 года Джаггер, Ричардс и Уоттс навестили Джонса и сообщили ему, что группа, которую он создал, продолжит работать без него.
Широкой публике это всё подавалось как внезапный уход Джонса из группы. 9 июня Джонс анонсировал свой уход из группы и, помимо прочего, заявил:
Я не могу больше видеть остальных после всех дисков, что мы записали.
Впоследствии The Rolling Stones вернулись к своему блюзовому звучанию, к которому всегда тяготел Джонс. Он был заменён на двадцатилетнего гитариста Мика Тейлора из John Mayall’s Bluesbreakers, который незамедлительно включился в репетиции.
В это время Джонс в основном жил в своём поместье в Котчфорде, строя планы по созданию новой команды. На следующей неделе он встретился в студии Olympic с бывшими товарищами по группе, присутствовавший Билл Уайман отметил, что Джонс был «вдохновлён собственными планами». Кроме того, Джонс встречался с Иэном Стюартом, Алексисом Корнером и продюсерами Митчем Митчеллом (Mitch Mitchell) и Джимми Миллером (Jimmy Miller). В разговоре с Корнером Джонс шутливо предположил возможность своего присоединения к группе Алексиса New Church, но тот уговорил Джонса на создание собственной группы. Разговор с Миллером не был продуктивным, и они договорились встретиться ещё раз позже, в начале июля.
К тому времени Джонс очень сильно изменился как внешне, так и внутренне. На его последних фотографиях, сделанных вскоре после разрыва с группой 23 июня 1969 года школьной подружкой Хелен Спиттал (Helen Spittal), он выглядит оплывшим, с запавшими глазами. Однако люди, которые навещали его, были удивлены состоянием Джонса, в частности Алексис Корнер отметил, что Джонс был «счастлив как никогда».
Около полуночи 3 июля 1969 года Джонс был обнаружен на дне бассейна в своем поместье в Хартфилде. Он зашёл в воду на несколько минут, и его подружка Анна Уолин (Anna Wohlin), присутствовавшая в доме при происшествии, убеждена в том, что Джонс был жив, когда они достали его из воды, утверждая, что у музыканта прощупывался пульс. Прибывшие врачи констатировали смерть. В выводе экспертизы значится «смерть по неосторожности», также отмечается, что сердце и печень погибшего были деформированы в результате злоупотребления алкоголем и наркотиками. Возникшая версия самоубийства, что легко предположить, учитывая состояние музыканта в последние дни, была косвенным обвинением против Джаггера и Ричардса, внёсших свой вклад в ухудшение здоровья Джонса.
Анна Уолин в 1999 году заявила, что музыкант был убит строителем Фрэнком Торогудом (Frank Thorogood), который вместе с компаньоном помогал им реставрировать поместье, в чём последний якобы сознался перед смертью водителю The Rolling Stones Тому Килоку (Tom Keylock), но других свидетельств в доказательство этой версии не существует. В своей книге «Убийство Брайана Джонса» («The Murder Of Brian Jones») она ссылается на подозрительное, радостное поведение Фрэнка Торогуда во время инцидента в бассейне (кроме того он был последний, кто видел Джонса живым). Она оговаривается, что не помнит всех подробностей тех событий. Было несколько людей, которые также заявили об убийстве журналистам, но все они были под псевдонимами и ни один из них не согласился дать показания в полиции (одного из них, «Марти», Хотчнер (A.E. Hotchner) в своей книге назвал просто 'съехавшим'). Три недели спустя после гибели Джонса на его шофёра Джоана Фицсиммонса (Joan Fitzsimmons) совершил нападение некий иностранец, что Уолин также связывает со смертью Джонса. В своей книге «Кто убил Кристофера Робина?» («Who killed Christopher Robin?») писатель Терри Ролингс (Terry Rawlings) под псевдонимами «Джонни и Мо» описал двух строителей, у которых были напряжённые отношения с Джонсом в последние дни его жизни.
После смерти Джонса из его дома пропали многие вещи, в том числе музыкальные инструменты и предметы роскоши, в основном благодаря Торогуду, водителю Тому Килоку и некоторым другим находившимся в доверии лицам. Ходили слухи о том, что также были похищены какие-то демо, которые Джонс готовил для своего будущего проекта, однако никаких записей с тех пор не обнародовалось. Некоторые похищенные предметы спустя некоторое время оказались в коллекциях: например часы с дарственной надписью, подаренные Джонсу Алексисом Корнером, были выставлены на аукционе Christie’s в Нью-Йорке пять лет спустя.
На смерть Джонса откликнулись многие музыканты: Пит Таунсенд опубликовал в The Times поэму «A Normal Day For Brian, A Man Who Died Every Day», Джими Хендрикс во время выступления на американском телевидении посвятил ему песню, Джим Моррисон из The Doors опубликовал Ode To L.A. While Thinking Of Brian Jones, Deceased.
Отвечая на вопрос журналистов о Джонсе, Джордж Харрисон однажды сказал: «Он очень понравился мне, когда мы познакомились. Он был хорошим парнем. Я хорошо его знал и чувствовал его близким человеком; вы знаете, как это бывает с некоторыми — вы чувствуете их, чувствуете душевную близость. Он родился 28 февраля 1942 года, я родился 25 февраля 1943 года, он был в группе с Миком и Китом, я — в группе с Джоном и Полом, между нами сложилось своеобразное понимание. Наши положения были похожими, и я часто встречался с Брайаном, когда у него были трудные времена. У него было всё в порядке, за исключением любви, которую он не смог преодолеть. Я не думаю, что у него было достаточно любви и понимания. Он был добрым, искренним и чутким, и мы должны это помнить».
The Rolling Stones организовали концерт в Гайд-парке Лондона 5 июля 1969 года, два дня спустя после гибели Джонса. Концерт был запланирован несколькими неделями ранее и должен был представить публике нового гитариста. Критики заговорили о бессердечности музыкантов по отношению к основателю группы, и в ответ на это концерт был посвящён памяти Джонса. Перед выступлением Джаггер зачитал отрывок из стихотворения «Adonais» Перси Шелли (Percy Shelley), написанного на смерть друга Шелли Джона Китса (John Keats). Менеджер группы придумал выпустить над сценой белых мотыльков, которые должны были символизировать душу музыканта, но часть из них погибла от жары ещё в коробках, а выжившие пролетали несколько метров и падали на головы собравшихся. Концерт был начат с одной из любимых песен погибшего, «I’m Yours And I’m Hers» Джонни Уинтера (Johnny Winter).
Джонс был похоронен на глубине 12 футов (для предотвращения вандализма), и, как сообщается, его гроб был богато украшен серебром и бронзой (что ставится под сомнение, так как гроб был опущен в могилу вручную всего двумя служащими). Гроб был подарен другом музыканта Бобом Диланом. The Rolling Stones просили фанов не принимать участие в мероприятии; из членов группы на похоронах присутствовали только Уоттс и Уайман. Мик Джаггер и Марианна Фэйтфул были в это время на съёмках фильма в Австралии и объяснили своё отсутствие условиями контракта. Кит Ричардс и Анита Палленберг отказались участвовать в церемонии, считая, что их присутствие там было бы нежелательным.
Кит Ричардс выразил своё мнение насчёт смерти Джонса в своей автобиографии «Жизнь»:

«Я знал Фрэнка Торогуда — человека, который сделал „предсмертное признание“, что это он убил Брайана, утопил в бассейне, где его тело нашли через какие-то минуты после того, как другие люди видели его живым. Но я никогда не поверю этим предсмертным признаниям, потому что в этот момент обычно присутствует единственный человек — тот, кому он якобы это сказал, какой-нибудь родной дядя, или дочка, или кто там: „Перед смертью он признался, что убил Брайана“. Правда или неправда, я не знаю. У Брайана была тяжёлая астма плюс он принимал куаалюды и туинал (англ.) — не самая лучшая заправка перед нырянием в воду. С ними очень спокойно может перехватить дыхание. И он был здорово накачан седативами. У Брайана была приличная переносимость к препаратам, этого не отнимешь. Но сопоставьте это с отчётом коронера, в котором сказано, что у него были плеврит, увеличение сердца и больная печень. Хотя я вполне могу представить сценарий, в котором Брайан настолько мерзко обращается с Торогудом и его бригадой строителей, которые работали над брайановским домом, что доводит их до бешенства. Так что он нырнул и уже не всплыл. Но когда кто-то говорит: „Я прикончил Брайана“, я максимум соглашусь признать непреднамеренное убийство. Ну ладно, может, ты его и толкнул под воду, но ты ничего не планировал. Вывел из себя даже строителей, ноющий сукин сын. Было неважно, присутствовали там строители или нет, он находился в той точке своей жизни, когда вокруг была пустыня».

## Авторские права музыканта
По условиям контракта с Джаггером и Ричардсом Джонс не значился как автор песен. Он был не уверен в своих композиторских способностях, и до сих пор нет единого мнения относительно его вклада в процесс создания нового материала для музыкантов.
Спустя годы поклонники The Rolling Stones разделились на две части. Одни придерживаются мнения, что вклад Джонса значительно больше, чем считается, и приписывают ему авторство множества ранних песен группы, где он не указан как соавтор. Другие считают, что вклад гитариста в звучание группы неоспорим, но его композиторские способности не позволяют считать Джонса соавтором. Установить истину уже не представляется возможным.
Рассказывают, что якобы при первой встрече группы с Эндрю Олдэмом (Andrew Oldham) последний хотел создать творческий союз между Брайаном Джонсом и Джином Питни (Gene Pitney), американским эстрадным певцом, композитором и пианистом, но по каким-то причинам это не состоялось. Билл Уайман не раз говорил в интервью, что несмотря на то, что Джаггер и Ричардс ревностно оберегали свой авторский статус, они всегда были открыты для хороших идей: его имя в «In Another Land» и «Downtown Suzie» доказывает это (то же отмечал и Ронни Вуд, записавший с группой более двух десятков песен). Уайман также высказывался о том, что Джонс был «потрясающе одарённым музыкантом, но не автором песен».
На настоящий момент Джонс значится автором только тридцатисекундного джингла «Rice Krispies», записанного для рекламы продукта компании Kellogg’s вместе с Дж. Томпсоном (J.W. Thompson) в 1963 году. Музыканты не афишировали произведение: это обычная практика для музыкальных групп, нуждающихся в деньгах. То, что Джонс приписал авторство себе, не всем пришлось по вкусу, так как работу считали плодом совместных усилий, и доход был поделён поровну. Известно 14 песен группы, автором которых отмечен «Nanker Phelge», псевдоним, указывающий, что в написании песни принимали участие все музыканты команды (в том числе и Джонс). После 1965 года музыканты отказались от его использования. 'Nanker' — выдуманный персонаж, которого время от времени упоминали Джаггер и Ричардс, а 'Phelge' — фамилия их приятеля James Phelge, с которым они в своё время снимали дом на Edith Grove, 102.
Является спорным авторство песни «Ruby Tuesday». Флейта Джонса является одной из важнейших составляющих произведения, наравне с партией фортепиано Джека Ницше (Jack Nitzsche) и игрой на контрабасе Ричардса и Уаймана. Часть поклонников считают, что Джонс отказался указывать себя как автора. Сами музыканты указывают на авторство Ричардса: об этом заявляли Bill Wyman и Глин Джонс. Ричардс неоднократно говорил, что он написал эту песню в отеле Лос-Анджелеса в начале 1966 года, название трека взято по имени одной из гостиниц, в которой им пришлось остановиться в ходе гастролей по Соединённым Штатам, а сама история рассказывает про одну из подружек группы. Джаггер в интервью журналу Rolling Stone 1995 года, посвящённом авторству песен группы, сказал про эту песню: «Прекрасные музыка и текст, но ни одно, ни другое, не были написаны мной. Но я всегда любил исполнять эту песню» Марианна Фэйтфул утверждает в своей книге, что мотив песни был придуман Джонсом как смесь средневековой музыки и блюза Скипа Джеймса (Skip James). Впрочем, больше свидетельств, что авторство песни принадлежит Джонсу, нет.
На вопрос: «Пишете ли Вы песни?» Джонс ответил в 1965 году: «Всегда пытался. Я написал их немало, но в основном это блюзы». Однако Кит Ричардс ответил на вопрос, показывал ли Джонс когда-нибудь свои работы группе, так: «Нет, нет, абсолютно нет. Это единственная вещь, которую он никогда не делал. Брайан не хотел показывать ничего из своего творчества ребятам из группы, и насколько я знаю, не написал ни одной песни целиком, только отрывки, да и те он не демонстрировал. Не сомневаюсь, что он проводил часы, дни, недели в написании, но его паранойя была настолько велика, что он не преодолел себя и не показал нам своих работ».

## Публичный образ и легенда
Джонс также получил признание как один из законодателей стиля благодаря своей бунтарской, необычной внешности. Его внешний облик был наиболее приметным в ансамбле, его манера поведения и имидж оказали значительное влияние на моду «свингующего Лондона» шестидесятых.
Джонс был невысокого роста (168 см), голубоглазый блондин, и тем не менее один из первых, кто сформировал типичный образ «рок-звезды». Известны случаи, когда он спасался от преследующих его поклонниц на улице, как в фильме The Beatles «Вечер трудного дня». По словам Ричардса и Уоттса, на сцене Джонс всегда пытался отвлечь внимание от Джаггера и перехватить его роль фронтмена.
Джонс, так же как и Джаггер, имел чётко выраженную политическую позицию. В интервью он часто высказывался за легализацию абортов и некоторых видов наркотиков, а также оказывал поддержку движению за права сексуальных меньшинств. Джонс был очень красноречив, и его интеллект, вместе с непримиримым несогласием с социальной несправедливостью, сделал его одной из первых английских рок-звёзд, участвовавших в «Британском вторжении».
Песня группы «Psychic TV» под названием «Godstar» посвящена смерти музыканта, так же как и песня Робина Хитчкока (Robyn Hitchcock) «Trash».
Вышедший в 2005 году фильм «В дурмане» основан на вымышленных событиях.
В 2001 году его имя упоминается в песне группы «De-Phazz» «Something Special» из альбома «Death by Chocolate» (англ.).
К теме его смерти обращалась российская рок-группа «Сплин» в песне «Алкоголь».
Имя Брайана Джонса используется в названии известной американской группы «The Brian Jonestown Massacre».

## Дискография

### С The Rolling Stones
- The Rolling Stones (1964)
- The Rolling Stones (EP) (1964)
- England's Newest Hit Makers (1964)
- 12 X 5 (1964)
- The Rolling Stones No. 2 (1965)
- The Rolling Stones, Now! (1965)
- Five By Five (EP) (1965)
- Got Live If You Want It! (концертный EP) (1965)
- Out of Our Heads (1965)
- December's Children (And Everybody's) (1965)
- Aftermath (1966)
- (Big Hits)High Tide And Green Grass (1966) (сборник)
- Got Live If You Want It! (album) (1966)
- Between the Buttons (1967)
- Flowers (1967) (сборник)
- Their Satanic Majesties Request (1967)
- Beggars Banquet (1968)
- Through the Past, Darkly (Big Hits Vol. 2) (1969) (сборник)
- Let It Bleed (1969) (играет в треках «Midnight Rambler» и «You Got The Silver»)
- Hot Rocks, 1964-1971 (1972) (compilation)
- More Hot Rocks (Big Hits & Fazed Cookies) (1972) (сборник)
- Singles Collection: The London Years. (1989) (сборник синглов 1963—1971)
- The Rolling Stones Rock and Roll Circus (1996) (живое исполнение, 1968)
- Forty Licks (2002) (сборник 1964—2002)

### С The Beatles
- «Yellow Submarine» (1966) (бэк-вокал, звуковые эффекты)
- «Baby, You’re a Rich Man» (1967) (играет на гобое)
- «You Know My Name (Look Up the Number)» ((1970, записано в 1967) (саксофон))

### С The Jimi Hendrix Experience
- All Along the Watchtower (1968) (играет на перкуссии)

### Сольная дискография
- A Degree of Murder (1967) (саундтрек)
- Brian Jones Presents the Pipes of Pan at Joujouka (1971) (записано в 1968)